# Pachino

Ubicació de Pachino dins de la província

Pachino (sicilià Pachinu) és un municipi italià, situat a la regió de Sicília i a la província de Siracusa. L'any 2006 tenia 21.478 habitants. Limita amb els municipis d'Ispica (RG), Noto i Portopalo di Capo Passero.

## Administració
Alcalde 2024 .Giuseppe Gambuzza
| Període | Identitat      | Partit      |
| ------- | -------------- | ----------- |
| 2009-   | Paolo Bonaiuto | Centredreta |